# Rocherpan Nature Reserve
Das Rocherpan Naturschutzgebiet liegt 25 km nördlich der Stadt Velddrif, Gemeinde Bergrivier, Provinz Westkap an der südafrikanischen Westküste. Das 914 Hektar große Areal besteht zum größten Teil aus einem saisonalen Feuchtgebiet, das normalerweise zwischen März und Juni trockenfällt. Wenn die Rocherpan selbst gefüllt ist, bedeckt diese 110 ha, auf einer Länge von sechs Kilometer mit einer Wassertiefe von unter zwei Meter.
Dem Naturschutzgebiet auf der Seeseite vorgelagert ist die „Rocherpan Marine Protected Area“, ein seit 1988 geschützter Meeresbereich, welcher sich 500 m seewärts der Hochwassermarke über die Länge des Schutzgebietes hinzieht. Von etwa Juni bis Oktober können südliche Glattwale vom Strand oder den Dünen aus beobachtet werden.
Die Kombination von Land, Marsch und Meer bietet Lebensraum für eine Vielzahl verschiedener Vogelarten. Bisher wurden 183 Arten gezählt, von denen ca. 70 Wasservögel sind. Weiße Pelikane, große und kleine Flamingos, afrikanische schwarze Austernfischer sind die bekanntesten. Für viele Tausende Wasservögel ist die Rocherpan ein wichtiges Brutgebiet und Hauptnahrungsquelle. Neben den Vögeln gibt es noch kleinere Säugetiere wie Ducker, Wasser-Mangusten und zahlreiche Reptilien, Amphibien und wirbellose Tiere. Im Frühjahr überziehen Blütenteppiche das Land.

## Geschichte
Benannt ist das Naturschutzgebiet nach dem Farmer Pierre Rocher, der 1839 in dieses Gebiet zog. Um für sein Vieh auch im Sommer genügend Weidefläche zu haben, staute er die Mündung des Papkuils River und bewirkte dadurch eine Flutung des Gebietes hinter den Dünen, welche das Sandveld von der See trennte. So entstand unbeabsichtigt ein günstiges Biotop für die Wasservögel der Umgebung. Im Jahr 1967 wurde die Rocherpan als Naturschutzgebiet ausgewiesen.